# Amy Landecker
Amy Landecker, née le 30 septembre 1969 à Chicago, États-Unis, est une actrice américaine.

## Biographie
Amy Landecker est née le 30 septembre 1969 à Chicago, États-Unis.
Ses parents sont Judith et John Records Landecker, un animateur radio de Chicago. Elle a une sœur, Tracy Landecker.

### Vie privée
Elle divorce en 2011 de Jackson Lynch. Ils ont une fille ensemble.
Elle est en couple avec l'acteur Bradley Whitford depuis 2015. Ils se marient en 2019.

## Carrière
Entre 2014 et 2019, elle tient l'un des rôles principaux dans la série télévisée Transparent,.

## Filmographie

### Cinéma

#### Longs métrages
- 1998 : Temporary Girl de Lisa Kotin et Johnny White : Sondra Hardwood
- 1999 : Light It Up de Craig Bolotin : Une reporter
- 2007 : Coup de foudre à Rhode Island (Dan in Real Life) de Peter Hedges : Cindy Lamson
- 2009 : A Serious Man de Joel et Ethan Coen : Mme Samsky
- 2013 : All About Albert (Enough Said) de Nicole Holofcener : Debbie
- 2013 : All Is Bright de Phil Morrison : Therese
- 2015 : Project Almanac de Dean Israelite : Kathy Raskin
- 2015 : Ma mère et moi (The Meddler) de Lorene Scafaria : Diane
- 2015 : Babysitter de Morgan Krantz : Janine
- 2016 : Doctor Strange de Scott Derrickson : Dr Bruner
- 2016 : Dreamland de Robert Schwartzman : Olivia
- 2017 : The Professional (Hunter's Prayer) de Jonathan Mostow : Banks
- 2017 : Beatriz at Dinner de Miguel Arteta : Jeana
- 2018 : A Kid Like Jake de Silas Howard : Sandra
- 2019 : Scandale (Bombshell) de Jay Roach : Dianne Brandi
- 2019 : Snatchers de Stephen Cedars et Benji Kleiman : Cheryl, l'infirmière
- 2019 : 3 Days with Dad de Larry Clarke : Velma
- 2020 : Project Power d'Ariel Schulman et Henry Joost : Gardner
- 2020 : Shithouse de Cooper Raiff : La mère
- 2021 : Batman : The Long Halloween de Chris Palmer : Barbara Eileen (voix)
- 2021 : Chasseurs de Trolls : Le réveil des Titans (Trollhunters: Rise of the Titans) de Francisco Ruiz Velasco, Johane Matte et Andrew Schmidt : Barbara Lake (voix)
- 2022 : Three Months de Jared Frieder : Edith
- 2022 : I Love My Dad de James Morosini : Diane
- 2023 : Missing : Disparition inquiétante (Missing) de Will Merrick et Nicholas D. Johnson : Heather
- 2025 : For Worse d'elle même : Lauren

#### Courts métrages
- 2013 : What Should We Watch? d'Amy Barrett : Irene
- 2016 : Upended de Tessa Blake : Cate
- 2019 : Father Figurine de Matt Kazman : Patricia Venson
- 2019 : Tired d'elle-même (également réalisatrice et scénariste)

### Télévision

#### Séries télévisées
- 1999 : Turks : Une femme dans le train
- 1999 - 2000 : Demain à la une (Early Edition) : Une journaliste / Susan Schwartz
- 2003 : New York, unité spéciale (Law and Order : Special Victims Unit) : Stephanie Grayson (saison 4, épisode 13)
- 2005 : New York, unité spéciale (Law and Order : Special Victims Unit) : Jamie Callahan (saison 6, épisode 23)
- 2006 : Conviction : Donna Tatcher
- 2008 : Mad Men : Petra Colson
- 2008 : New York, police judiciaire (Law and Order) : Parrish, l'avocate (saison 18, épisode 3)
- 2009 : Médium : Lindsay Burke
- 2010 : New York, section criminelle (Law and Order : Criminal Intent) : Wendy Stahl, Agent du FBI (saison 10, épisodes 1 et 2)
- 2010 / 2014 : Louie : La mère de Louie / La sœur de Louie / Sandra
- 2011 : Larry et son nombril (Curb Your Enthusiasm) : Jane Cohen
- 2011 : NCIS : Enquêtes spéciales (NCIS) : Dr Ellen Gracey
- 2011 : Dr House (House M.D.) : Darrien McCurdy
- 2011 : The Protector : Arlene Duncan
- 2011 : Happily Divorced : Audrey
- 2011 : Suspect numéro 1 : New York (Prime Suspect) : Alice Paget
- 2011 : The Paul Reiser Show : Claire
- 2011 - 2012 : Revenge : Dr Michelle Banks
- 2012 : House of Lies : Janelle Winter
- 2012 : Private Practice : Melissa
- 2012 : Retired at 35 : Kat
- 2014 - 2019 : Transparent : Sarah Pfefferman
- 2015 : Married : La mère d'Harper
- 2016 : People of Earth : Debbie Schultz
- 2016 - 2018 : Chaseurs de trolls : Les Contes d'Arcadia (Trollhunters : Tales of Arcadia) : Barbara Lake (voix)
- 2017 : Room 104 : Joan
- 2017 : Snatchers : Cheryl
- 2018 : Grey's Anatomy : Morgan
- 2018 : Alone Together : Camille
- 2018 : LA to Vegas : Patricia
- 2018 : Co-Ed : Julia
- 2019 : Sneaky Pete : Lorraine Sheffield
- 2019 : The Twilight Zone : La Quatrième Dimension (The Twilight Zone) : Anne Storck
- 2019 : She-Ra et les Princesses au pouvoir (She-Ra and the Princesses of Power) : Octavia (voix)
- 2019 - 2022 : The Handmaid's Tale : La Servante écarlate (The Handmaid's Tale) : Mme MacKenzie
- 2020 : Little Birds : Vanessa Savage
- 2020 : Kipo et l'Âge des animonstres (Kipo and the Age of Wonderbeasts) : Dr Emilia (voix)
- 2020 - 2023 : Your Honor : Détective Nancy Costello
- 2021 : The Premise : Trish
- 2021 - 2023 : Les Croods : arbre généalogique (The Croods : Family Tree) : Ugga (voix)
- 2022 : Gaslit : Lurleen Landry
- 2022 : Minx : Bridget Westbury
- 2022 : Ramy : La thérapeute
- 2022 : Chivalry : Mia
- 2022 : Nous les bébés ours (We Baby Bears) : Gail (voix)
- 2025 : New York, unité spéciale : Katherine Vernon (saison 26, épisode 9)

#### Téléfilm
- 2013 : Clear History de Greg Mottola : La femme de Nathan

### Jeux vidéos
- 2013 : Assassin's Creed IV Black Flag : Laetitia England (voix)
- 2014 : Assassin's Creed Rogue : Laetitia England (voix)

### Réalisation
Longs métrages
- 2025 : For Worse